# یغیا یاورویان
یغیا خاچیکی یاورویان (ارمنی: Եղիա Խաչիկի Յավրույան؛ زادهٔ ۱۸ اکتبر ۱۹۸۱) یک بازیکن فوتبال اهل ارمنستان است.

## باشگاهی
از باشگاه‌هایی که در آن بازی کرده‌است می‌توان به هاپوئل تل‌آویو، مکابی تل‌آویو اشاره کرد.

## تیم ملی
وی همچنین در تیم ملی فوتبال ارمنستان بازی کرده است. یاورویان نخستین بازی ملی خود را در تاریخ ۱۲ اوت ۲۰۰۹ در مقابل مولدوای انجام داده است.

## افتخارات
- جام توتو (۲):
  - ۲۰۰۴–۰۵، ۲۰۰۸–۰۹
- جام حذفی فوتبال اسرائیل (۱):
  - ۲۰۰۶